# Гіпотеза Берча і Свіннертона-Даєра

Синій графік для рівняння.
знаходиться в межах перших 100000 простих чисел. Шкала абсцис — ; шкала ординат знаходиться в логарифмічному масштабі. Гіпотеза передбачає, що графік повинен утворювати лінію нахилу, що дорівнює за рангом кривої, рівняння для якого він утворений. В разі ранг кривої дорівнює 1. Червоним кольором, для прикладу, намальована лінія з рангом кривизни 1.

Гіпотеза Берча — Свіннертона-Даєра описує множину раціональних розв'язків рівнянь, які визначають еліптичною кривою.
Це є відкритою проблемою у теорії чисел і широко визнана як одна з найскладніших математичних проблем. Гіпотеза була вибрана в якості однієї з семи проблем тисячоліття, включених Математичним інститутом Клея до списку задач за які запропонована премію в розмірі 1 000 000 доларів за перше правильне доведення. Гіпотеза названа на честь математиків Браяна Берча та Пітера Свіннертона-Даєра, які сформулювали гіпотезу в першій половині 1960-х років за допомогою машинних обчислень. Станом на 2016 рік доведено лише окремі випадки гіпотези.
У пошуках відповіді на питання — за яких умов діофантови рівняння у вигляді алгебраїчних рівнянь мають рішення в цілих і раціональних числах, Брайан Берч і Пітер Свіннертона-Даєр на початку 1960-х років припустили, що ранг {\displaystyle r} еліптичної кривої {\displaystyle E} над {\displaystyle \mathbb {Q} } рішень дорівнює порядку нуля дзета-функції Хассе — Вейля {\displaystyle E(L,s)} в точці {\displaystyle s=1}. Більш детально, гіпотеза стверджує, що існує ненульова межа{\displaystyle B_{E}=\lim \limits _{s\to 1}{\frac {E(L,s)}{(s-1)^{r}}}}, де значення {\displaystyle B_{E}} залежить від тонких арифметичних інваріантів кривих.
Найважливішим частковим результатом станом на 2011 рік залишається доведене в 1977 році Джоном Коутсом і Ендрю Вайлзом твердження, справедливе для великого класу еліптичних кривих про те, що якщо крива {\displaystyle E} містить нескінченно багато раціональних точок, то {\displaystyle E(L,1)=0}{\displaystyle E(L,1)=0}.
Гіпотеза є єдиним відносно простим загальним способом обчислення рангу еліптичних кривих.